# La Salvetat-Peyralès
La Salvetat-Peyralès è un comune francese di 1 089 abitanti situato nel dipartimento dell'Aveyron nella regione dell'Occitania.

## Società

### Evoluzione demografica
Abitanti censiti